# Varšavská burza
Varšavská burza (polsky: Giełda Papierów Wartościowych w Warszawie), známá též pod zkratkami GPW nebo WSE, je burza cenných papírů v polském hlavním městě Varšavě. Jejím vlastníkem je polská vláda.[zdroj?]
K březnu 2023 bylo na burze kótováno 416 společností, včetně 43 zahraničních, jejichž tržní kapitalizace činila 1,18 bilionu polských zlotých (252,8 miliardy eur), což z ní činilo největší burzu ve střední a východní Evropě.[zdroj?] Nejdůležitějšími akciovými indexy varšavské burzy jsou WIG20, WIG30, MWIG40 a SWIG80. Obchodování ve Varšavě probíhá od 8:30 do 17:00. GPW je členem Federace evropských burz cenných papírů.
Byla založena v roce 1817 (pod názvem Giełda Kupiecka w Warszawie). Sídlí v budově zvané Centrum Giełdowe na ulici Książęca 4 ve varšavské čtvrti Śródmieście.
Historicky prvním veřejným cenným papírem, který byl obchodován na Varšavské burze, byly dluhopisy Towarzystwo Kredytowe Ziemskie vydané v roce 1826. Za nacistické okupace a komunistického režimu nemohla fungovat, obnovena byla 16. dubna 1991. Symbolicky jí byla propůjčena budova, v níž předtím sídlila komunistická Polská sjednocená dělnická strana. Roku 2000 se ale přestěhovala do nové budovy postavené speciálně pro burzu podle návrhu polského architekta Andrzeje M. Chołdzyńskiho.[zdroj?]
V roce 2013 se také připojila k iniciativě OSN pro udržitelné burzy cenných papírů. 23. srpna 2023 spoluzaložila EuroCTP, společný podnik s dalšími 13 burzami ve snaze poskytnout Evropské unii konsolidované obchodní informace v rámci jí budované Unie kapitálových trhů.
Dne 28. června 2022 získala Varšavská burza 65,03 % akcií Arménské burzy cenných papírů (AMX).[zdroj?]